# Red Cliff
Red Cliff és una població dels Estats Units a l'estat de Colorado. Segons el cens del 2000 tenia 289 habitants.

## Demografia
Segons el cens del 2000, Red Cliff tenia 289 habitants, 109 habitatges, i 68 famílies. La densitat de població era de 485,1 habitants per km².
Dels 109 habitatges en un 26,6% hi vivien nens de menys de 18 anys, en un 49,5% hi vivien parelles casades, en un 9,2% dones solteres, i en un 36,7% no eren unitats familiars. En el 22,9% dels habitatges hi vivien persones soles el 4,6% de les quals corresponia a persones de 65 anys o més que vivien soles. El nombre mitjà de persones vivint en cada habitatge era de 2,65 i el nombre mitjà de persones que vivien en cada família era de 3,16.
Per edats la població es repartia de la següent manera: un 20,8% tenia menys de 18 anys, un 13,8% entre 18 i 24, un 36,7% entre 25 i 44, un 18,7% de 45 a 60 i un 10% 65 anys o més.
L'edat mediana era de 33 anys. Per cada 100 dones de 18 o més anys hi havia 126,7 homes.
La renda mediana per habitatge era de 50.104 $ i la renda mediana per família de 44.219 $. Els homes tenien una renda mediana de 35.694 $ mentre que les dones 30.750 $. La renda per capita de la població era de 19.864 $. Entorn del 6,8% de les famílies i el 9,8% de la població estaven per davall del llindar de pobresa.

## Poblacions més properes
El següent diagrama mostra les poblacions més properes.